# Lucent Technologies
Lucent Technologies era un'azienda statunitense produttrice di apparati per telecomunicazioni, con sede a Murray Hill, nel New Jersey.
Fu costituita il 30 settembre del 1996 come controllata da AT&T Technologies, assorbendo le attività delle società del gruppo Western Electric e Bell Labs.
Dopo alcuni anni di crescita, la fine della bolla delle dot-com nel 2000 colpì duramente Lucent, che aveva perseguito pratiche commerciali molto aggressive.
Già nel 2001 vi furono discussioni per una fusione di Lucent con una sua diretta concorrente, Alcatel. Dopo che le discussioni terminarono con nulla di fatto, Lucent ebbe altri anni difficili, in cui fu costretta a vendere parti delle sue attività tramite la creazione di nuove società, tra cui Avaya e Agere Systems.
Nel 2003 il valore di borsa di Lucent era di 15,6 miliardi di dollari, contro un massimo di 256 miliardi di dollari toccati durante la bolla speculativa. 
Il numero di dipendenti era di circa 30 000, sceso notevolmente dai 165 000 al momento di massima espansione.
Nel 2006 Lucent si fuse infine con Alcatel, per diventare Alcatel-Lucent a partire dal 1º dicembre del 2006.